# 1948년 하계 올림픽 대한민국 선수단
대한민국은 1948년 7월 29일부터 8월 14일까지 영국 런던에서 열린 제14회 하계 올림픽에 참가했다. 당시는 대한민국 정부가 수립되기 이전인 미군정 조선이었지만 한국(Korea)이라는 국명과 태극기를 내세워 출전하였고 대한민국 최초의 하계 올림픽 출전으로 불린다. 선수 50명이 복싱, 역도 등 7종목에 처음으로 참가해서 동메달 2개를 따냈다.

## 개요
선수단이 떠나기 전 제헌국회에서 특별히 출전 선수들에게 보내는 격려 메시지를 채택하였고, 덕수궁에서는 서울 시민들이 환송 대회를 열어줄 만큼 그 관심이 높았다.
한국의 선수단은 모두 50명이었다. 정항범(鄭恒範)을 단장으로 육상 · 역도 · 레슬링 · 축구 · 농구 · 사이클 · 복싱 7종목에 출전하였는데 이 중 역도 미들급의 김성집과 복싱 플라이급의 한수안이 각각 동메달을 따내서 32위를 기록하였다.

## 메달 집계

### 종목별 메달 집계
| 종목 | 1 | 2 | 3 | 합계 |
| 역도 | 0 | 0 | 1 | 1    |
| 복싱 | 0 | 0 | 1 | 1    |
| 합계 | 0 | 0 | 2 | 2    |

### 메달리스트
| 메달   | 이름   | 종목 | 세부 종목     | 날짜     |
| ------ | ------ | ---- | ------------- | -------- |
| 동메달 | 한수안 | 복싱 | 남자 플라이급 |          |
| 동메달 | 김성집 | 역도 | 남자 미들급   | 7월 30일 |

## 종목별 성적

### 농구
남자
예선 B조
| 나라     | 경기수 | 승 | 패 | 득점 | 실점 | 승점 |
| 대한민국 | 5      | 3  | 2  | 258  | 152  | 8    |
| 칠레     | 5      | 3  | 2  | 269  | 162  | 8    |
| 벨기에   | 5      | 3  | 2  | 234  | 156  | 8    |
| 필리핀   | 5      | 3  | 2  | 262  | 200  | 8    |
| 중화민국 | 5      | 3  | 2  | 281  | 202  | 8    |
| 이라크   | 5      | 0  | 5  | 113  | 545  | 5    |

| 날짜 | 대한민국 | 득점     | 상대 팀  |
|      | 대한민국 | 29 - 27  | 벨기에   |
|      | 대한민국 | 33 : 35  | 필리핀   |
|      | 대한민국 | 48 : 49  | 중화민국 |
|      | 대한민국 | 120 : 21 | 이라크   |
|      | 대한민국 | 28 : 21  | 칠레     |

8강전
| 날짜    | 대한민국 | 득점    | 상대 팀 |
| 8월 9일 | 대한민국 | 32 - 43 | 멕시코  |

5-8위전
- 대한민국 36 : 45  우루과이

7/8위전
- 대한민국 38 : 39  체코슬로바키아

선수 명단
- 감독 : 이성구
- 장리진
- 방원순
- 김정신
- 조득준
- 이상훈
- 이준영
- 강봉현
- 오수철
- 안병식 (이상 선수)

### 레슬링
자유형
남자
| 선수   | 세부 종목         | 예선 (상대 /결과)              | 16강전 (상대 /결과)        | 8강전 (상대 /결과) | 준결승 (상대 /결과) | 패자부활전 1회전 (상대 /결과) | 패자부활전 2회전 (상대 /결과) | 결승 (상대 /결과) | 최종 순위 |
| 한상룡 | 밴텀급 (−57 kg)   |                                | 페르손 (SWE) · 점수차 패   | 진출 실패          | 진출 실패           | 진출 실패                     | 진출 실패                     | 진출 실패         | N/A       |
| 김극환 | 페더급 (−62 kg)   | 로페스 (CUB) · 점수차 패       | 진출 실패                  | 진출 실패          | 진출 실패           | 진출 실패                     | 진출 실패                     | 진출 실패         | N/A       |
| 김석영 | 라이트급 (−67 kg) | 베차라 (LIB) · 도중탈락으로 승 | 가파리 (IRI) · 패          | 진출 실패          | 진출 실패           | 진출 실패                     | 진출 실패                     | 진출 실패         | 9T        |
| 황병관 | 웰더급 (−73 kg)   | 퀼로 (BEL) · 점수차 승         | 무스타파 (EGY) · 점수차 패 | 진출 실패          | 진출 실패           | 진출 실패                     | 진출 실패                     | 진출 실패         | N/A       |

### 복싱
남자
| 선수   | 종목     | 32강                         | 16강                       | 8강                            | 준결승                     | 결승                         | 결승 |
| 선수   | 종목     | 상대 결과                    | 상대 결과                  | 상대 결과                      | 상대 결과                  | 상대 결과                    | 순위 |
| 한수안 | 플라이급 | 가우스테러 (AUT) · 점수차 승 | 코샹 (FRA) · 점수차 승     | 코르만 (NED) · KO 승 (R2)      | 반디넬리 (ITA) · 점수차 패 | 마이들로흐 (TCH) · 점수차 승 | 동   |
| 서병란 | 페더급   | 하무다 (EGY) · 점수차 승     | 버크스 (AUS) · KO 승 (R2)  | 안트키에비치 (POL) · 점수차 패 | 진출 실패                  | 진출 실패                    | 5T   |
| 강인석 | 라이트급 |                              | 브레이뷔 (NOR) · 점수차 패 | 진출 실패                      | 진출 실패                  | 진출 실패                    | 9T   |

### 사이클
| 선수   | 종목     | 기록      | 순위 |
| 권익현 | 도로독주 | 중도 포기 | -    |
| 황산웅 | 도로독주 | 중도 포기 | -    |

### 축구

#### 남자
16강전
| 대한민국                                              | 5 : 3  | 멕시코                                     |
| ----------------------------------------------------- | ------ | ------------------------------------------ |
| 최성곤 13′ · 배정호 30′ · 정국진 63′ 66′ · 정남식 87′ | 리포트 | 카르데나스 23′ · 피구로아 85′ · 루이즈 89′ |

8강전
| 스웨덴                                                                                        | 12 : 0 | 대한민국 |
| --------------------------------------------------------------------------------------------- | ------ | -------- |
| 을리에드홀름 11′ 62′ · G. 노르달 25′ 40′ 78′ 80′ · 그렌 27′ · 칼손 61′ 64′ 82′ · 로센 72′ 85′ | 리포트 |          |

### 역도
| 선수   | 세부 종목                    | 추상     | 추상 | 인상  | 인상 | 용상  | 용상 | 합계  | 합계 |
| 선수   | 세부 종목                    | 기록     | 순위 | 기록  | 순위 | 기록  | 순위 | 기록  | 순위 |
| 이규혁 | 남자 밴텀급(-56 kg)          | 77.5     | 14   | 92.5  | 2    | 120   | 2    | 290   | 4    |
| 박동욱 | 남자 밴텀급(-56 kg)          | 80       | 7    | 85    | 7    | 107.5 | 12   | 272.5 | 10   |
| 남수일 | 남자 페더급 (-60 kg)         | 92.5     | 6    | 92.5  | 8    | 122.5 | 2    | 307.5 | 4    |
| 최항기 | 남자 페더급 (-60 kg)         | 0        | -    | 85    | 17   | -     | -    | 85    | 23   |
| 김창휘 | 남자 라이트급 (-67.5 kg)     | 95       | 8    | 100   | 7    | 135   | 5    | 330   | 6    |
| 나시윤 | 남자 라이트급 (-67.5 kg)     | 90       | 14   | 100   | 8    | 140   | 3    | 330   | 7    |
| 김성집 | 남자 미들급 (-75 kg)         | 122.5 OR | 1    | 112.5 | 4    | 145   | 3    | 380   | 3    |
| 이영환 | 남자 라이트헤비급 (-82.5 kg) | 100      | 12   | 105   | 14   | 0     | -    | 205   | 16   |

### 육상
트랙 / 도로 경기
| 선수   | 세부 종목  | 1차 예선 | 1차 예선 | 준준결선  | 준준결선  | 준결선    | 준결선    | 결선      | 결선      |
| 선수   | 세부 종목  | 기록     | 순위     | 기록      | 순위      | 기록      | 순위      | 기록      | 최종 순위 |
| 이영석 | 남자 800m  | 2:01.4   | 6        | 진출 못함 | 진출 못함 | 진출 못함 | 진출 못함 | 진출 못함 |           |
| 이영석 | 남자 1500m | -        | 9        | 진출 못함 | 진출 못함 | 진출 못함 | 진출 못함 | 진출 못함 |           |
| 심복석 | 남자 5000m | -        | 10       | 진출 못함 | 진출 못함 | 진출 못함 | 진출 못함 | 진출 못함 |           |
| 홍종오 | 마라톤     |          |          |           |           |           |           | 2:56:52   | 25        |
| 서윤복 | 마라톤     |          |          |           |           |           |           | 2:59:36   | 27        |
| 최윤칠 | 마라톤     |          |          |           |           |           |           | DNF       | -         |

#### 필드 경기
| 선수   | 세부 종목     | 예선   | 예선 | 결선      | 결선      |
| 선수   | 세부 종목     | 기록   | 순위 | 기록      | 최종 순위 |
| 김원권 | 남자 멀리뛰기 | 6.710  | 18   | 진출 못함 | 진출 못함 |
| 김원권 | 세단뛰기      | 14.600 | 7    | 14.250    | 12        |
| 안영한 | 원반던지기    |        | -    | 진출 못함 | 진출 못함 |
| 진강환 | 해머던지기    | 49.49  | 7    | 43.93     | 13        |
| 박봉식 | 원반던지기    |        |      | 33.80     | 18        |